# Elektrolytbalance
En sund krop er i elektrolytbalance. Det vil sige at input er lig output. Med andre ord vil de former for elektrolytter man indtager komme ud igen, idet man holder en konstant elektrolytkoncentration i blodet.
De elektrolytter man normalt regner med er natrium og kalium.